# Triptognathus subalpinus
Triptognathus subalpinus är en stekelart som beskrevs av Heinrich 1949. Triptognathus subalpinus ingår i släktet Triptognathus och familjen brokparasitsteklar. Inga underarter finns listade i Catalogue of Life.